# Смарт, Кит (фехтовальщик)
Кит Томас Смарт (англ. Keeth Thomas Smart, род.29 июля 1978) — американский фехтовальщик-саблист, панамериканский чемпион, призёр Панамериканских и Олимпийских игр. Брат олимпийской призёрки Эринн Смарт.

## Биография
Родился в 1978 году в Нью-Йорке. В 1999 году завоевал бронзовую медаль Панамериканских игр. В 2000 году принял участие в Олимпийских играх в Сиднее, но стал там лишь 30-м. В 2004 году принял участие в Олимпийских играх в Афинах, но там американские саблисты стали лишь 4-ми, и в личном первенстве он был лишь 15-м. В 2007 году завоевал золотую медаль панамериканского чемпионата. В 2008 году стал обладателем серебряной медали Олимпийских игр в Пекине в командном первенстве, а в личном первенстве был 6-м. 